# Державний кордон М'янми

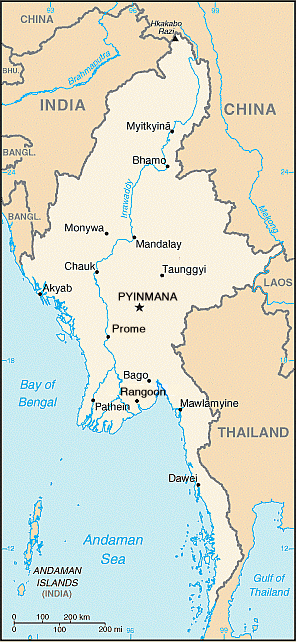
Карта М'янми

Державний кордон М'янми — державний кордон, лінія на поверхні Землі та вертикальна поверхня, що проходить по цій лінії, що визначають межі державного суверенітету М'янми над власними територією, водами, природними ресурсами в них і повітряним простором над ними.

## Сухопутний кордон
Загальна довжина кордону — 6522 км. М'янма межує з 5 державами. Уся територія країни суцільна, тобто анклавів чи ексклавів не існує.
Ділянки державного кордону
| Держава   | Ділянка              | Довжина (км) | Прикордонні регіони | Примітки |
| --------- | -------------------- | ------------ | ------------------- | -------- |
| Бангладеш | північний захід      | 271          |                     |          |
| КНР       | схід, північний схід | 2129         |                     |          |
| Індія     | північний захід      | 1468         |                     |          |
| Лаос      | схід                 | 238          |                     |          |
| Таїланд   | схід, південний схід | 2416         |                     |          |

## Морські кордони
М'янма на південному заході омивається водами Бенгальської затоки, на південному сході — Андаманського моря Індійського океану. Загальна довжина морського узбережжя 1930 км. Згідно з Конвенцією Організації Об'єднаних Націй з морського права (UNCLOS) 1982 року, протяжність територіальних вод країни встановлено в 12 морських миль (22,2 км). Прилегла зона, що примикає до територіальних вод, в якій держава може здійснювати контроль, необхідний для запобігання порушенням митних, фіскальних, імміграційних або санітарних законів, простягається на 24 морські милі (44,4 км) від узбережжя (стаття 33). Виключна економічна зона встановлена на відстань 200 морських миль (370,4 км) від узбережжя. Континентальний шельф — 200 морських миль (370,4 км) від узбережжя, або до континентальної брівки (стаття 76).